# Xanthotype urticaria
Xanthotype urticaria là một loài bướm đêm trong họ Geometridae.

## Hình ảnh

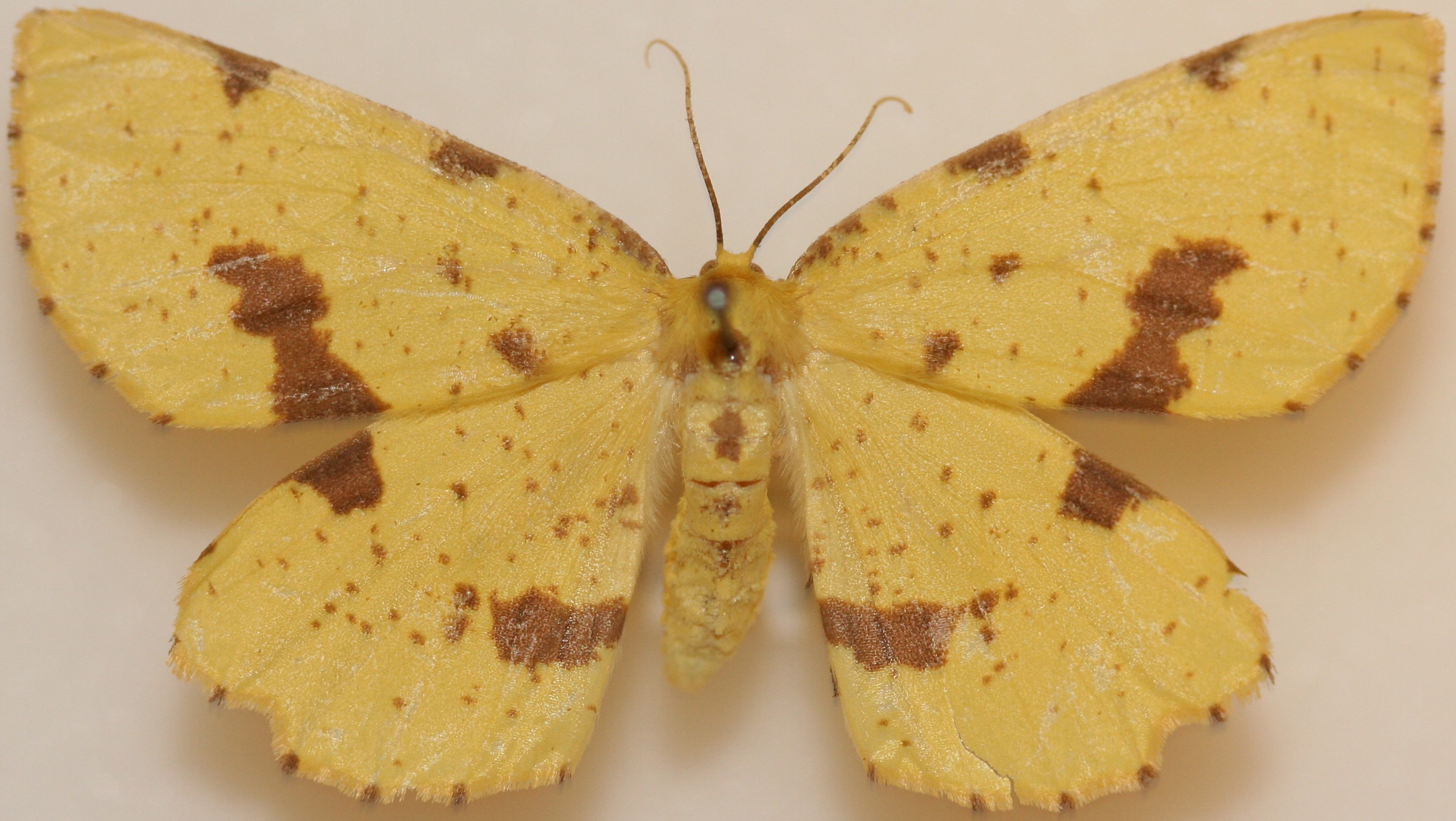